# Lijst van straten in Baarn

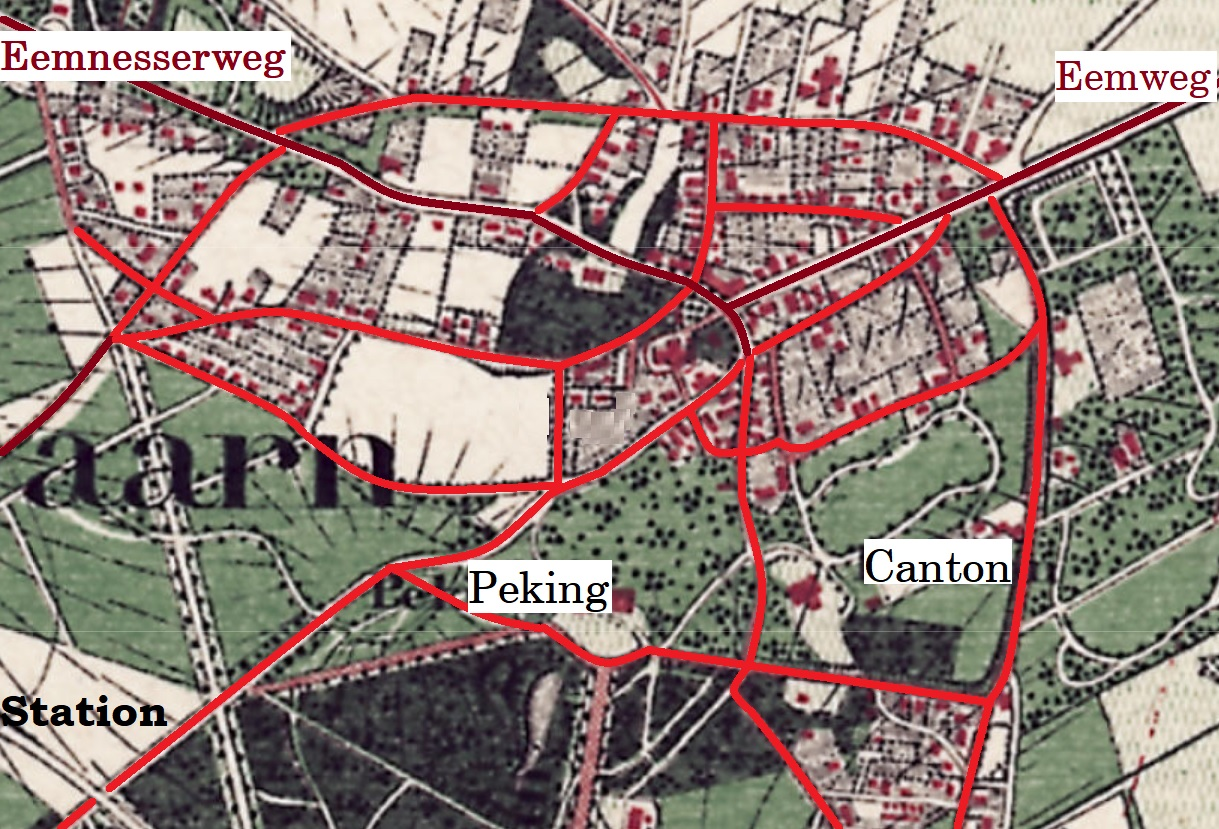
Eerste straatnamen van Baarn (1874)

Dit is een lijst van straten in Baarn en hun oorsprong/betekenis. 
De aanleg van de Oosterspoorlijn zorgde voor een sterke groei van Baarn. De gemeenteraad besloot daarom in 1874 tot de invoering van straatnamen in de bebouwde kom. De straten in de richting van andere plaatsen hadden toen reeds namen als Amsterdamsestraatweg, Eemnesserstraatweg en Utrechtseweg. Tot 1874 werden wijken aangeduid met een letter, en huizen met een nummer. Zo werd een adres bijvoorbeeld aangeduid met C129. 
De eerste vastgestelde straatnamen waren: Javalaan, Oosterstraat, Noorderstraat, Noorderlaan, Kerkstraat, Dalweg, Nieuwstraat, Spoorstraat, Laanstraat, Oranjestraat, Leestraat, Stationweg (zonder tussen-s), Boschstraat, Nijverheidsstraat, Amalialaan, Brinkstraat, Schoolstraat, Achterstraat, Veldstraat en Eemstraat. 
Baarn telt 366 straten, iets hoger dan het landelijke gemiddelde van woonplaatsen in Nederland.

## A
- Abel Tasmanlaan - Nederlandse zeevaarder Abel Tasman
- Acacialaan - boomsoort acacia
- Adelheidlaan - Adelheid Emma van Waldeck-Pyrmont, koningin Emma	(raadsbesluit 1927)
- Alcmaria - villa Alcmaria op de hoek van de Bosstraat en de Javalaan
- Alexanderstraat - genoemd naar Willem Alexander (1818-1848), de zoon van Willem II óf naar diens zoon Alexander van Oranje. (raadsbesluit 1906)
- Altalaan - villa Alta
- Amalialaan - Amalia van Saksen-Weimar, vrouw van Prins Hendrik (de Zeevaarder)
- Amsterdamsestraatweg - richting Amsterdam, vroeger: (Amersfoortsche) Postweg
- Andoornhof - 	plant andoorn
- Anemoonstraat - plant anemoon
- Anna Paulownalaan - Anna Paulowna, vrouw van Willem II
- Anthony van Dijcklaan - Vlaamse schilder Anthony van Dijck
- Apolstraat - Nederlandse schilder Louis Apol
- August Janssenweg - August Janssen (1865-1918), woonde op Villa Canton, schonk badinrichting aan de Eem (raadsbesluit 1926)

## B
- Baarnsche dijk - een van de twee wegen op bedrijventerrein De Drie Eiken
- Bachlaan - Duitse componist Johann Sebastian Bach
- Balidwarsstraat - dwarsstraat van de Balistraat in de wijk Oude Oosterhei
- Balistraat - Indonesisch eiland Bali
- Banckertlaan - zeehelden Joos Banckert (1599-1647) en diens zoon Adriaen Banckert (1615-1684)
- Bantamweg - sultanaat Bantam op Java
- Begoniastraat - plantensoort begonia
- Berkenweg - plantennaam berk
- Bernard Zweerslaan - Nederlandse componist Bernard Zweers
- Bestevaerweg - erenaam zeehelden Michiel Adriaenszoon de Ruyter en Maarten Harpertszoon Tromp
- Beukenlaan - boomsoort beuk
- Bilderdijklaan - Nederlandse schrijver Willem Bilderdijk (raadsbesluit 1901)
- Biltseweg - richting De Bilt
- Bisschopswaai - waai, genoemd naar de Bisschop van Utrecht
- Bisschopsweg -
- Blommersstraat - kunstschilder Bernard Blommers
- Borneostraat - eiland Borneo in Indonesië (raadsbesluit 1929)
- Bosbadlaan - van de Hilversumsestraatweg naar bosbad De Vuurshe en het tennispark
- Bosstraat - vroeger: Boschstraat
- Bothalaan - Louis Botha, mede-stichter Zuid-Afrika (raadsbesluit 1903)
- Breitnerstraat - schilder Georg Breitner
- Bremstraat - plantensoort brem
- Brink - Brink (dorpsplein) vlakke ruimte in de bebouwde kom
- Brinkendael - dicht bij Brink
- Brinkstraat - richting Brink
- Brinkzicht - centrale plein Brink
- Bruglaan - voetganger- en fietsbrug over 'het ravijn' tussen de Prinses Marielaan en de Gerrit van der Veenlaan

## C
- Callenburglaan - Nederlandse admiraal Gerard Callenburgh
- Cantonlaan - Chinese handelsstad Canton, waarmee handel werd gedreven
- Celebesstraat - eiland Celebes in Ned. Indië (raadsbesluit 1930)
- Chopinlaan - componist Chopin
- Colijnlaan - minister Colijn
- Cornelis Dopperlaan -	 componist Cornelis Dopper
- Cort van der Lindenlaan - staatsman Cort van der Linden
- Crocusstraat - voorjaarsplant krokus

## D
- d'Aulnis de Bourouilllaan (Baarn) - baron, Nederlands jurist, burgemeester van Baarn (1897-1916) (raadsbesluit 1926)
- da Costalaan - dichter Isaac da Costa (raadsbesluit 1931)
- Dahlialaan - bloemensoort dahlia
- Dalweg - van de Eemnesserweg aflopend naar beneden	(raadsbesluit 1876)
- de Aak - scheepstype aak
- de Bark - scheepstype bark
- de Beaufortlaan - Baarnse burgemeester de Beaufort (1885-1897)
- de Boeier - scheepstype boeier
- de Boskamp - zijstraat Eemnesserweg
- de Botter - scheepstype botter
- de Brik - scheepstype	brik, tussen de Schoener en het Fregat
- de Galei - roeischip galei
- de Geerenhof - polder de Geeren in de Eemnesserpolder
- de Geerenweg - in polder “de Geeren
- de Genestetlaan - dichter Petrus Augustus de Genestet
- de Gondel - scheepstype gondel
- De Groothof - meester De Groot, hoofd Oosterschool
- de Jol - vaartuig jol
- de Logger - vaartuig logger
- de Meerpaal - aanlegpaal voor schepen
- de Punter - scheepstype punter
- de Ruijterlaan - Vlootvoogd Michiel Adriaenszoon de Ruyter
- de Savornin Lohmanlaan - AR-politicus	Savornin Lohman
- de Schoener - scheepstype schoener
- de Schouw - scheepstype schouw
- de Sloep - scheepstype sloep
- de Tjalk - scheepstype tjalk
- de Wetstraat - Christiaan de Wet, Zuid-Afrikaans boerengeneraal
- de Withlaan - vlootvoogd Witte de With (1599-1658)
- Diepenbrocklaan - Ned. componist Diepenbrock
- Dillenburglaan - Dillenburg, de geboortestad van Willem van Oranje
- Doormanlaan - marineman Karel Doorman
- Dotterbloemlaan - plantennaam dotterbloem
- Dovenetelhof - plantennaam dovenetel
- Dr. Albert Schweitzerweg - dokter Albert Schweitzer
- Drakenburgerweg -  ridderhofstad Drakenburg. Vroeger: Verlengde Geerenweg

## E
- Eemborg - rivier Eem
- Eemdijk - dijk langs de Eem richting Eemdijk
- Eemhoeve - villa Eemhoeve werd in 1874 afgebroken
- Eemnesserweg - richting Eemnes
- Eemstraat - naar de Eem
- Eemweg - in het verlengde van de Eemstraat. Genoemd naar de Eem, heette vroeger de Baarnsche Dijk
- Eikenweg - boomsoort eik
- Einder - ander woord voor horizon
- Elzenlaan - boomsoort	els
- Emmalaan - koningin Emma van Waldeck-Pyrmont
- Ericastraat - heidesoort erica
- Esdoornlaan - boomsoort esdoorn
- Essenlaan - bosboom es
- Evertsenlaan - het Zeeuwse geslacht Evertsen dat vele vlootvoogden kende

## F
- Faas Eliaslaan - Freule Anthonia Faas Elias, bewoonster Huis Schoonoord. Vroeger: Noorderlaan
- Fregat - scheepstype fregat
- Ferdinand Bollaan - Ned. schilder Ferdinand Bol
- Ferdinand Huycklaan -	In 1888 genoemd naar de Nederlandse schrijver Ferdinand Huyck. De laan slingert van hoog naar laag in de wijk Wilhelminapark en loopt vanaf landgoed Rusthoek tot aan landgoed Groeneveld. De straat kreeg haar naam in 1888. Woningbouwvereniging De Zonnebloem gaf de Baarnse architect L.H. Bours de opdracht om in 1920 zeventien dubbelwoningen te ontwerpen voor Baarnse middenstanders. De woningen kregen het aanzien van Engelse cottages werden later bepleisterd toen er vocht door de rode bakstenen kwam. De huizen aan de ene zijde van de weg grensden aan de Voor-Eng, het latere Benthuijs, de huizen aan de overzijde van de laan grensden aan villa Intimis van bankier Allard Pierson.[3] [4]
- Floriszlaan - vlootvoogd Pieter Florisz
- Frans Halslaan - Ned. schilder Frans Hals
- Fresiastraat - plantennaam fresia

## G
- Gaslaan - Gasfabriek (1878-) vroeger: Gasfabrieklaan
- Geerenweg - geeren zijn schuin lopende stukken weiland in polder 'de Geeren'.
- Gen. Karel vd Heydenlaan - generaal Karel van der Heijden (1826 Ned. Indië) (raadsbesluit 1903)
- Gerard Doulaan - schilder Gerard Dou
- Gerrit van der Veenlaan - verzetsstrijder Gerrit van der Veen. Vroeger: Spoorweglaan
- Gladioolstraat - plantennaam gladiool
- Goeman Borgesiuslaan - liberaal politicus Goeman Borgesius
- Goudenregenlaan - plantennaam goudenregen
- Govert Flincklaan - Ned. schilder Govert Flinck
- Groen van Prinstererlaan - AR-politicus Groen van Prinsterer
- Groeneveld - Kasteel Groeneveld
- Gruttostraat - weidevogel grutto
- Guldenhoflaan - naam van een landgoed uit roman Ferdinand Huyck van schrijver Jacob van Lennep

## H
- Haydnlaan - componist Joseph Haydn
- Heemskerklaan - admiraal Jacob van Heemskerck (1567-1607)
- Hermesweg - mythologisch figuur Hermes
- Hertog Hendriklaan - hertog Hendrik van Mecklenburg-Schwerin, echtgenoot koningin Wilhelmina
- het Fregat - scheepstype fregat
- het Galjoen - scheepstype galjoen
- het Jacht - scheepstype jacht
- Heuveloordstraat - afgebroken villa Heuveloord
- Hilversumsestraatweg - straatweg naar Hilversum
- Hoofdstraat - vroeger de belangrijkste straat	(raadsbesluit 1876)
- Hoogt - buurtschap 't Hoogt met arbeiderswoningen
- Hyacinthstraat - plantennaam hyacinth

## I
- Irisstraat - plantennaam iris
- Israelsstraat - Ned. schilders Jozef Israëls (1824-1911) en diens zoon Isaäc Israëls (1865-1934)

## J
- J.F. Kennedylaan - president van Amerika John F. Kennedy
- Jacob van Lenneplaan - schrijver van historische romans Jacob van Lennep
- Jan Steenlaan - schilder Jan Steen
- Javalaan - eiland Java in Ned. Indië (raadsbesluit 1876)
- Javastraat - eiland Java in Ned. Indië
- Johannes Verhulstlaan - componist Johannes Verhulst
- Johannes Vermeerlaan - schilder Johannes Vermeer
- Julianalaan - koningin, moeder koningin Beatrix. Vroeger: Sanatoriumlaan
- Kampstraat - zie Kampweg

## K
- Kapelstraat - destijdse kapel. Vroeger: Korte Schoolstraat
- Kastanjelaan - boomsoort kastanje
- Kemphaanstraat - heidevogel kemphaan
- Kampstraat - vroeger Kampweg
- Kerkstraat - naar de katholieke Nicolaaskerk (raadsbesluit 1876)
- Kettingweg - boslanen waren vroeger afgesloten met een ketting, als lid koninklijk huis uit rijden ging. Ligt in Amaliapark
- Kievitstraat - weidevogel kievit
- Kim - horizon
- Klaproosstraat - plantennaam klaproos
- Kluutstraat - vogelnaam kluut
- Koekoeksbloemlaan - plantennaam koekoeksbloem
- Koningsweg - buurt met koninklijke namen (raadsbesluit 1876)
- Korenbloemstraat - plantensoort korenbloem
- Kortenaerlaan - Ned. admiraal	Egbert Kortenaer
- Kroningslaan - kroning van prinses Wilhelmina
- Krugerlaan - Paul Kruger, staatsman Zuid-Afrika
- Kruiskruidlaan - plantennaam kruiskruid
- Kuyperlaan - AR-politicus Abraham Kuyper

## L
- Laandwarsstraat - zijweg Laanstraat. Vroeger: Jeneversteeg (café)
- Laanstraat - burgemeester Jacob Laan (1858-1868)
- Leestraat - 'lee' als vroegere wetering (raadsbesluit 1876)
- Leeuwerikweide - vogelsoort leeuwerik
- Leliestraat - plantennaam lelie (raadsbesluit 1929)
- Lepelaarstraat - vogelsoort lepelaar
- Lijsterbeslaan - boomsoort lijsterbes
- Lindenlaan - boomsoort linde
- Lombokstraat - Lombok, eiland in Ned. Indië (raadsbesluit 1927)
- Lommeroord - plek met veel schaduw gebladerte
- Luitenant Generaal van Heutszlaan - Generaal Joannes van Heutsz. Vroeger: Oranjeboomschestraatweg

## M
- M.C. Escherlaan - kunstenaar Maud Escher die in Baarn woonde
- Maatkampweg - polder Maatkamp
- Madelieflaan - plantennaam madelief
- Madoerahof - De straat ontstond na de sloop van de nabijgelegen villa Java. Genoemd naar villa Madoera; Madoera is een eiland bij Java;
- Madurastraat - Madoera, eiland bij Java; verbindt Balistraat en Sparrenlaan
- Malvastraat - malva of kaasjeskruid
- Margrietstraat - plantennaam margriet
- Marisstraat - schildersfamilie, waaronder Jacob Maris
- Mauvestraat- schilder	Anton Mauve
- Meerkoetweide - vogelsoort meerkoet
- Meester Pluimhof - Baarnse schoolmeester Teunis Pluim
- Meeuwenweide - vogelnaam meeuw
- Melkpad - hierlangs liepen de boeren die gingen melken
- Merelhof - vogelsoort merel
- Mesdagplein -  Ned. schilder Hendrik Mesdag
- Molenweg - vroegere korenmolen, zie Santvoortsche Molen
- Mollerusstraat - burgemeester Mollerus van Baarn (1868-1880)
- Molukkenstraat - eilandenarchipel Molukken in Ned. Indië	(raadsbesluit 1929)
- Mozartlaan - Mozart componist

## N
- Nachtegaalhof - zie Nachtegaallaan
- Nachtegaallaan - naar café 'De Nachtegaal' aan de Eemnesserweg 92. Later werd daar het huisje "Beukenootje" gebouwd.[5]
- Nassaulaan- Duits vorstengeslacht Nassau
- Neuhuysstraat - schilder Albert Neuhuys (1844-1914)
- Nicolaas Beetslaan - schrijver Nicolaas Beets
- Nieuw Baarnstraat - uitbreidingswijk Nieuw Baarn in 1850
- Nieuw Schoonoordstraat - Huis Schoonoord
- Nieuwstraat - uitbreiding in 1850 (raadsbesluit 1876)
- Nijverheidstraat - vele bedrijfjes (raadsbesluit 1876)
- Nolenslaan - politicus Willem Nolens
- Noorderlicht - natuurverschijnsel noorderlicht
- Noorderstraat - van Oosterstraat naar Javalaan (raadsbesluit 1876)

## O
- Oosterstraat - richting Oosterhei (raadsbesluit 1876)
- Oranjestraat - vorstenhuis Oranje-Nassau
- Oud-Eemnesserweg - richting Eemnes
- De Oude Werf - in 2015 vastgesteld, genoemd naar de vroegere gemeentewerf op deze locatie[6]
- Oude Utrechtseweg - verbinding naar Utrecht (raadsbesluit 1882)

## P
- Padangstraat - stadsgemeente Padang op Sumatra
- Parkstraat - park, vroeger ook "Beukenlaan" en "Donkere laantje". Op nummer 21 woonde de Baarnse geschiedschrijver Teunis Pluim
- Paulus Potterlaan - schilder Paulus Potter
- Burgemeester Penstraat - vader en zoon burgemeester van Baarn (1811-1841-1858)	(raadsbesluit 1905). De straat heette achtereenvolgens Achtersteeg, Achterstraat en Penstraat.
- Piet Heinlaan - zeeheld Piet Hein
- Pieter de Hooghlaan - schilder Pieter de Hoogh
- Pijnenburg - landgoed Pijnenburg
- Pinksterbloemhof - plantennaam pinksterbloem
- Plantage - hier stond de stal van Villa Peking, op een plantage werden bijvoorbeeld bomen gekweekt. De straat ligt ingesloten door Torenlaan, Javalaan, Oosterstraat, Balistraat en Sumatrastraat. In dit gebied stond tot de tachtiger jaren van de 20e eeuw Philips Phonografische Industrie (PPI) waar tientallen jaren lp's, ep's, singles en musicassettes werden gemaakt.[7]
- Plataanlaan - boomsoort plataan
- Plevierweide - vogelsoort plevier
- Pompstraat - waterpomp voor bewoners, er waren drie in Baarn
- Populierenlaan - boomsoort populier; Tot 1920 werd dit de Hanensteeg genoemd. Deze steeg lag in de oude arme buurt Santvoort. Doordat de naam negatief werd geassocieerd met kemphanen werd door de bewoners een verzoek tot naamswijziging ingediend. Door de gemeente werd besloten om de straat te vernoemen naar het eerstgeboren kind in de straat. In 1921 zorgde de geboorte van Elizabeth Overeem ervoor dat de steeg voortaan "Elisabethstraat" werd genoemd. Na een sanering van de wijk Santvoort rond 1970 kregen de omliggende straten de namen van bomen. Het deel van de Elisabethstraat dat bleef bestaan werd omgedoopt tot Populierenlaan.[8]
- Praamgracht - vaarweg Praamgracht voor afvoer van turf per praam
- Prins Bernhardlaan - prins Bernhard, vader koningin Beatrix. (raadsbesluit 1937). De oude naam was Westeinde.
- Prins Hendriklaan - Prins Hendrik, ook: Hendrik de Zeevaarder (1820-1879)
- Prinses Beatrixlaan - koningin Beatrix der Nederlanden. In 1942 werd de straat door de bezetter omgedoopt in Gustaaf Adolflaan.[9]
- Prinses Carolinalaan - Carolina van Oranje-Nassau, dochter Willem IV (raadsbesluit 1929)
- Prinses Irenelaan - zus koningin Beatrix
- Prinses Marielaan - Marie van Pruisen, tweede vrouw van Hendrik de Zeevaarder. Vroeger: Sanatoriumweg
- Prof Fockema Andreaelaan - rechtshistoricus Sybrand Fockema Andreae (1844-1921)
- Prof van Vollenhovenlaan - Leidse jurist Cornelis van Vollenhoven, gespecialiseerd in het Volkenrecht (1874-1933)
- Prof. Asserlaan - winnaar Nobelprijs voor de Vrede Tobias Asser (1838–1913)
- Prof. Buyslaan - rechtsgeleerde Joannes Buys (1826 - 1893)
- Prof. Drionlaan - hoogleraar in het burgerlijk recht Jan Drion (1915-1964) die meewerkte aan de herziening van het burgerlijk wetboek
- Prof. Fockema Andrealaan - rechtshistoricus Fockema Andreae
- Prof. Krabbelaan - jurist Hugo Krabbe (1857-1936)
- Prof. Kranenburglaan - jurist	en kamerlid Roelof Kranenburg (1880-1956)

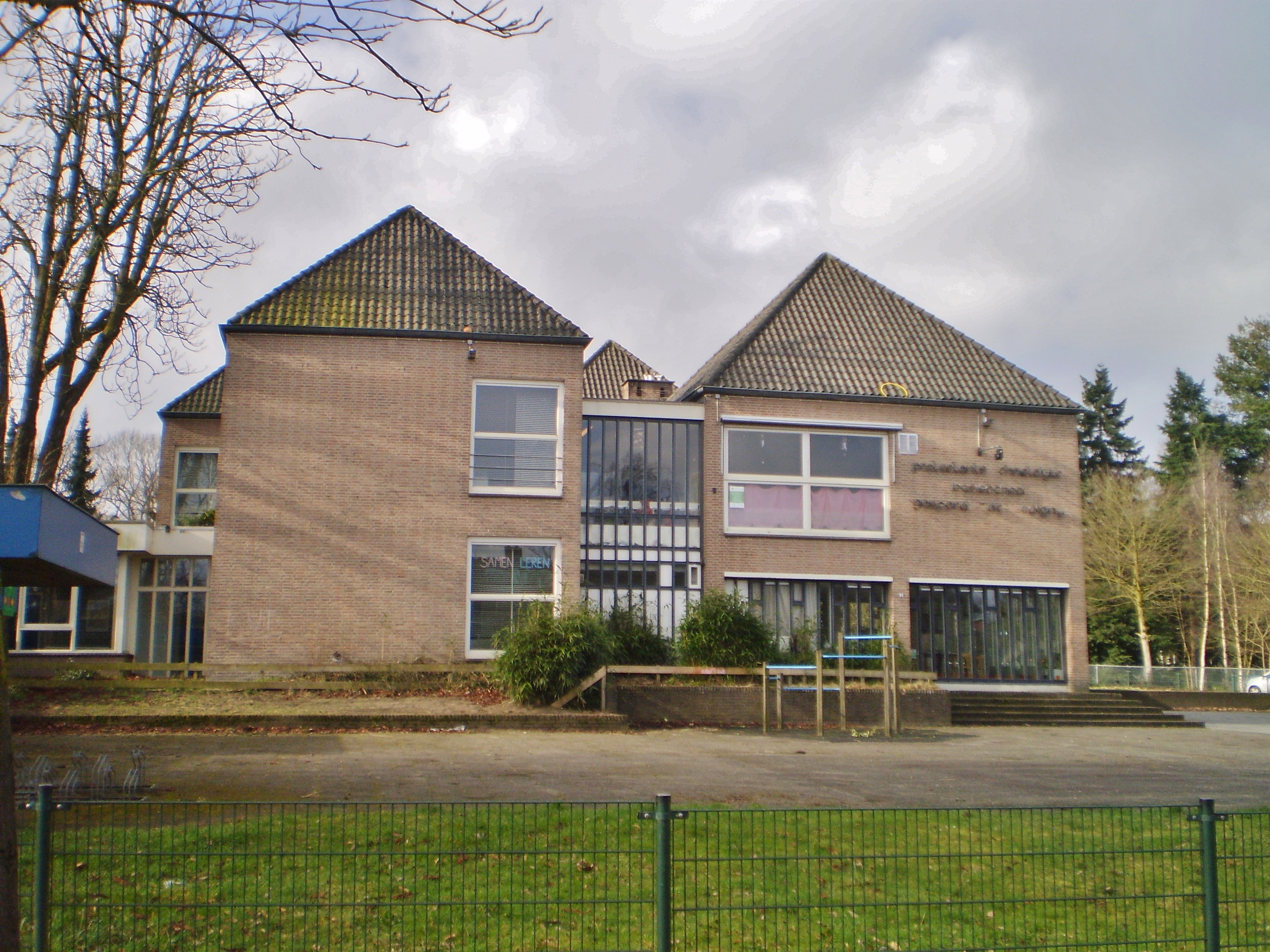
Voormalige Colignyschool aan de Professor Meijerslaan in Baarn

- Prof. Meijerslaan - jurist Eduard Meijers (1880-1954)
- Prof. Molengraafflaan - geoloog Willem Molengraaff (1860-1942)
- Prof. Oppenheimlaan - rechtsgeleerde Jacques Oppenheim (1849-1924)
- Prof. Struyckenlaan - politicus Teun Struycken (1906-1977)
- Prof. Van der Potlaan - jurist Combertus van der Pot (1880-1960)

## R
- Ravensteinselaan - boerderij Ravenstein bij Kasteel Groeneveld
- Regenboog - natuurverschijnsel regenboog
- Regentesselaan - regentesse Emma van Waldeck-Pyrmont (raadsbesluit 1921)
- Reigerstraat - vogelsoort reiger
- Rembrandtlaan - Rembrandt van Rijn, schilder Nachtwacht
- Ringlaan - rondlopende weg in het Wilhelminapark, grenzend aan het Maarschalksbos
- Roerdompstraat - watervogel roerdomp
- Roos van Dekamahof - figuur uit het boek Ferdinand Huyck van Jacob van Lennep
- Rozenstraat - plantennaam roos
- Rusthoeklaan - villa Rusthoek
- Rustoord  - villa Rustoord
- Rutgers van Rozenburglaan - burgemeester Rutgers van Rozenburg (1916-1923)
- Ruysdaelhof - schilder Jacob Ruysdael

## S
- Santhof - op het zandgat dat tot 1877 bestond. terrein van de vroegere gasfabriek
- Schaepmanlaan - politicus Schaepman
- Scholeksterstraat - vogelsoort scholekster
- Schoolstraat - Bij raadsbesluit in 1876 genoemd naar de Amalia kleuterschool. De bouw van de Amalia Bewaarschool werd in 1866 gefinancierd door prinses Amalia van Saksen-Weimar, de bewoonster van paleis Soestdijk. In 1957 werd de school vervangen door een nieuw gebouw door de Vereeniging tot instandhouding ener Christelijke bewaarschool. De kleuterschool is na de invoering van de wet op het Basisonderwijs eind tachtiger jaren opgegaan in de Amalia-Astroschool.[10]. Rond 1989 werd het schoolgebouw afgebroken en vervangen door een appartementengebouw met zorgwoningen van Schoonoord.[11]
- Schubertlaan - componist Franz Schubert
- Smutslaan - De vrijstaande en dubbele landhuizen met bescheiden tuinen in de Smutslaan stammen uit de periode 1905-1920. De vroegere Nieuwe Baarnsche School op Smutslaan no.8 dateert uit 1911. De laan is later, op 29 november 1912, genoemd naar generaal Jan Christian Smuts (1870-1950), een van de leidende ‘Boeren’ en later vooraanstaand Zuid-Afrikaans politicus. Aangezien hij tot de geallieerden behoorde heette de naam tussen 1942-1945 Pretoriuslaan.
- Snipstraat - vogelsoort snip
- Sonnevelt - boerderij Sonnevelt
- Sophialaan - Sophia, eerste vrouw Willem III
- Sparrenlaan - boomsoort spar (raadsbesluit 1884)
- Speenkruidlaan - plantensoort speenkruid
- Spoorstraat - richting NS-station Baarn, een deel van de Spoorstraat heette vroeger Beukenlaantje
- Stationsplein - bij station Baarn
- Stationsweg - naar NS-station Baarn  (raadsbesluit 1876)
- Steijnlaan - Zuid-Afrikaans staatsman Marthinus Steijn (raadsbesluit 1900)
- Stellingwerflaan - admiraal Stellingwerf
- Strausslaan - componistenfamilie Straus, Johann Strauss sr. en Johann Strauss jr.
- Sumatrastraat - eiland Sumatra in Ned. Indië
- Sweelincklaan - Ned. componist Jan Sweelinck

## T
- Talmalaan - AR-politicus Syb Talma
- Teding van Berkhoutstraat - burgemeester Teding van Berkhout (1880-1885) (raadsbesluit 1886)
- Thorbeckelaan - politicus Thorbecke
- Tjerk Hiddeslaan - admiraal Tjerk Hiddes de Vries
- Tolweg - in 1959 gesloopt Tolhuis
- Torenhof - aan de Torenlaan
- Torenlaan - vanuit villa De Eult gericht op de kerktoren aan de Brink. Vroeger: Pekinglaan
- Troelstralaan - politicus Pieter Jelles Troelstra
- Tromplaan - admiraal Maarten Harpertszoon Tromp en zijn zoon Cornelis Tromp (1629-1691)
- Tulpstraat - plantennaam tulp
- Turfstraat - naar de eens in deze straat gevestigde brandstoffen- en turfhandel

## U
- Uytenbosch - villa Uytenbosch

## V
- van Almondelaan - admiraal Philips van Almonde (1644-1711)
- van Beethovenlaan - componist Ludwig van Beethoven (1770-1827)
- van Brakellaan - vlootvoogden Pieter van Brakel en diens zoon Jan van Brakel
- van Galenlaan - vlootvoogd Jan van Galen
- van Heemstralaan - advocaat en raadslid Simeon van Heemstra. Vroeger: Groeneveldselaan
- van Kinsbergenlaan - admiraal	Jan Hendrik van Kinsbergen
- van Neslaan - admiraal Jan van Nes
- van Ostadelaan - Ned. schider Adriaen van Ostade
- van Reenenlaan burgemeester Gerlach van Reenen (1923-1941)
- van Speijklaan - marine-officier Jan van Speijk
- van Wassenaerlaan - vlootvoogd Jacob van Wassenaer
- Veldheimweg - naar Huize Veltheim
- Veldstraat - weg naar de roggevelden (raadsbesluit 1876)
- Verbindingsweg - verbinding Oosterstraat-Sparrenlaan
- Vincent van Goghstraat - schilder Vincent van Gogh (raadsbesluit 1930)
- Vinkenhof - vogelsoort vink
- Viottalaan - Ned. dirigent Henri Viotta
- Vlinthof - Vlinthof, de vroegere Julianaschool
- Vondellaan - dichter Joost van den Vondel

## W
- Wagenaarlaan - componist Johan Wagenaar
- Waldeck Pyrmontlaan - vorstendom waar koningin Emma vandaan komt
- Westerstraat - vanuit de dorpskern naar het westen
- Weteringdwarsstraat - zijstraat Weteringstraat
- Weteringstraat - aan het eind lag de Drakenburger Wetering (raadsbesluit 1876)
- Wibautlaan - SDAP-politicus Floor Wibaut
- Wijkamplaan - wethouder Bernard Wijkamp. Vroeger: Eikenboschweg
- Wildenburglaan -
- Wilhelminalaan - Koningin Wilhelmina
- Willem Barentszlaan - Willem Barentsz, overwinterde op Nova Zembla
- Willem Pijperlaan - Ned. componist Willem Pijper
- Wittelaan -
- Wulpstraat - vogelsoort wulp

## Y
- Ypendael - genoemd naar jonkheer Eduard van Ypendael, een romanpersonage uit de historische avonturenroman 'De lotgevallen van Ferdinand Huyck' (1840) door mr. Jacob van Lennep

## Z
- Zandheuvelweg - richting boerderij De Zandheuvel, naast de zorglocatie Eemeroord
- Zandvoortweg - vroegere buurtschap Santvoorde
- Zevenlindenweg - boerderij De Zeven Linden. Vroeger: Vuurstersche pad (raadsbesluit 1949)
- Zonnehoeklaan - verbinding Rusthoeklaan-Zandvoortweg
- Zonnehof - achter de Bestevaerweg in het Eemdal
- Zoutmanlaan - vlootvoogd Johan Zoutman
- Zuidereind - langs de Eem. Vroeger Suurend (raadsbesluit 1912)
- Zuiderlicht - natuurverschijnsel zuiderlicht
- Zuiderstraat - verbinding Noorderstraat-Piet Heinlaan. Vroeger: Noorderdwarsstraat (raadsbesluit 1905)
- Zuringlaan - plantennaam zuring
- Zwanenweide - vogelsoort zwaan